# Condado de Honolulu
La Ciudad y el Condado de Honolulu es un condado situado en el Estado de Hawái. También es la entidad municipal y cultural oficial combinada del distrito urbano de Honolulu y el resto de la isla de Oahu en el estado estadounidense de Hawái, como prescribe la Carta de la ciudad aprobada en 1907 y aceptada por la Asamblea Legislativa del Territorio de Hawái. Actúa como una corporación pública que gestiona diversos aspectos tradicionales de gestión de los asuntos públicos municipales, principalmente en la forma estadounidense. La ciudad y el condado abarcan la totalidad de la isla de Oahu y varias islas menores alejadas, incluyendo a todas las islas del noroeste de Hawái (islas más allá Niʻihau excepto el atolón de Midway). Debido a esta rareza, Honolulu es a veces considerada la ciudad más grande del mundo. En el censo de 2000, la población de la ciudad y el condado era de 876 156 habitantes, que lo convertiría en el 12.º municipio más grande de los Estados Unidos.

## Localidades

### Lugares designados por el censo
Ahuimanu |
Aiea |
East Honolulu |
'Ewa Beach |
'Ewa Gentry |
Ewa Villages |
Halawa |
Hale'iwa |
Hau'ula |
He'eia |
Hickam |
Hickam Housing |
Honolulu |
Iroquois Point |
Kaʻaʻawa |
Kahaluu |
Kahuku |
Kailua |
Kalaeloa |
Kaneohe |
Kawela Bay |
Ko Olina |
Laie |
Mā'ili |
Mākaha |
Mākaha Valley |
Makakilo |
Base del Cuerpo de Marines de Hawaii |
Maunawili |
Mililani |
Mililani Mauka |
Mokulē'ia |
Nānākuli |
North Ko'olaupoko |
Ocean Pointe |
Pearl City |
Punalu'u |
Pūpūkea |
Royal Kunia |
Schofield Barracks |
Ualapu'e |
Urban Honolulu |
Village Park |
Wahiawā |
Waialua |
Wai'anae |
Waikane |
Waikele |
Waimalu |
Waimanalo Beach |
Waimānalo |
Waipahu |
Waipi'o Acres |
Waipio |
West Loch Estate |
Wheeler Army Airfield | 
Whitmore Village 

### Áreas no incorporadas
Aina Haina |
Hawaii Kai |
Kaimuki |
Kapolei |
Kunia Camp |
Palolo |
Pauoa |
Waimea Bay 

## Educación
El Departamento de Educación del Estado de Hawái gestiona las escuelas públicas.